# Tournoi féminin de France de rugby à sept 2018
Ne doit pas être confondu avec Tournoi de France de rugby à sept 2018.
Navigation
2017 2019
Le Tournoi féminin de France de rugby à sept 2018 est la cinquième et dernière étape de la saison 2017-2018 du World Rugby Women's Sevens Series. Elle se déroule sur trois jours du 8 au 10 juin 2018 au stade Jean-Bouin de Paris
Cette édition est remportée par la Nouvelle-Zélande, après avoir battu l'Australie en finale.

## Équipes participantes
Douze équipes participent au tournoi, dont une invitée :
- Angleterre
- Australie
- Canada
- Espagne
- États-Unis
- Fidji
- France
- Galles (invitée)
- Irlande
- Japon
- Nouvelle-Zélande
- Russie

## Tournoi principal

### Phase de poules

#### Poule A
| Rang | Pays       | J | V | N | D | Pm | Pe  | Diff | Pts |
| ---- | ---------- | - | - | - | - | -- | --- | ---- | --- |
| 1    | Australie  | 3 | 3 | 0 | 0 | 95 | 19  | +76  | 9   |
| 2    | Angleterre | 3 | 2 | 0 | 1 | 88 | 48  | +40  | 7   |
| 3    | Irlande    | 3 | 1 | 0 | 2 | 36 | 53  | -17  | 5   |
| 4    | Galles     | 3 | 0 | 0 | 3 | 24 | 123 | -99  | 3   |

|  | Qualifiée pour la Cup              |
|  | Qualifiée pour le Challenge Trophy |

| 8 juin 2018 14 h 0 | Nouvelle-Zélande | 24 - 12 | Angleterre | stade Jean-Bouin, Paris |
| 8 juin 2018 14 h 0 |                  |         |            | stade Jean-Bouin, Paris |
| 8 juin 2018 14 h 0 |                  |         |            | stade Jean-Bouin, Paris |

| 8 juin 2018 14 h 22 | Irlande | 24 - 5 | Galles | stade Jean-Bouin, Paris |
| 8 juin 2018 14 h 22 |         |        |        | stade Jean-Bouin, Paris |
| 8 juin 2018 14 h 22 |         |        |        | stade Jean-Bouin, Paris |

| 8 juin 2018 16 h 44 | Nouvelle-Zélande | 54 - 7 | Galles | stade Jean-Bouin, Paris |
| 8 juin 2018 16 h 44 |                  |        |        | stade Jean-Bouin, Paris |
| 8 juin 2018 16 h 44 |                  |        |        | stade Jean-Bouin, Paris |

| 8 juin 2018 17 h 6 | Irlande | 12 - 31 | Angleterre | stade Jean-Bouin, Paris |
| 8 juin 2018 17 h 6 |         |         |            | stade Jean-Bouin, Paris |
| 8 juin 2018 17 h 6 |         |         |            | stade Jean-Bouin, Paris |

| 8 juin 2018 19 h 28 | Nouvelle-Zélande | 17 - 0 | Irlande | stade Jean-Bouin, Paris |
| 8 juin 2018 19 h 28 |                  |        |         | stade Jean-Bouin, Paris |
| 8 juin 2018 19 h 28 |                  |        |         | stade Jean-Bouin, Paris |

| 8 juin 2018 19 h 50 | Angleterre | 45 - 12 | Galles | stade Jean-Bouin, Paris |
| 8 juin 2018 19 h 50 |            |         |        | stade Jean-Bouin, Paris |
| 8 juin 2018 19 h 50 |            |         |        | stade Jean-Bouin, Paris |

#### Poule B
| Rang | Pays      | J | V | N | D | Pm | Pe | Diff | Pts |
| ---- | --------- | - | - | - | - | -- | -- | ---- | --- |
| 1    | Australie | 3 | 3 | 0 | 0 | 79 | 44 | +35  | 9   |
| 2    | Canada    | 3 | 2 | 0 | 1 | 66 | 48 | +18  | 7   |
| 3    | Fidji     | 3 | 1 | 0 | 2 | 42 | 57 | -15  | 5   |
| 4    | Russie    | 3 | 0 | 0 | 3 | 37 | 75 | -38  | 3   |

|  | Qualifiée pour la Cup              |
|  | Qualifiée pour le Challenge Trophy |

| 8 juin 2018 14 h 44 | Australie | 24 - 10 | Fidji | stade Jean-Bouin, Paris |
| 8 juin 2018 14 h 44 |           |         |       | stade Jean-Bouin, Paris |
| 8 juin 2018 14 h 44 |           |         |       | stade Jean-Bouin, Paris |

| 8 juin 2018 15 h 6 | Canada | 31 - 5 | Russie | stade Jean-Bouin, Paris |
| 8 juin 2018 15 h 6 |        |        |        | stade Jean-Bouin, Paris |
| 8 juin 2018 15 h 6 |        |        |        | stade Jean-Bouin, Paris |

| 8 juin 2018 17 h 28 | Australie | 24 -20 | Russie | stade Jean-Bouin, Paris |
| 8 juin 2018 17 h 28 |           |        |        | stade Jean-Bouin, Paris |
| 8 juin 2018 17 h 28 |           |        |        | stade Jean-Bouin, Paris |

| 8 juin 2018 17 h 50 | Canada | 21 - 12 | Fidji | stade Jean-Bouin, Paris |
| 8 juin 2018 17 h 50 |        |         |       | stade Jean-Bouin, Paris |
| 8 juin 2018 17 h 50 |        |         |       | stade Jean-Bouin, Paris |

| 8 juin 2018 20 h 12 | Australie | 31 - 14 | Canada | stade Jean-Bouin, Paris |
| 8 juin 2018 20 h 12 |           |         |        | stade Jean-Bouin, Paris |
| 8 juin 2018 20 h 12 |           |         |        | stade Jean-Bouin, Paris |

| 8 juin 2018 20 h 34 | Fidji | 20 - 12 | Russie | stade Jean-Bouin, Paris |
| 8 juin 2018 20 h 34 |       |         |        | stade Jean-Bouin, Paris |
| 8 juin 2018 20 h 34 |       |         |        | stade Jean-Bouin, Paris |

#### Poule C
| Rang | Pays       | J | V | N | D | Pm | Pe | Diff | Pts |
| ---- | ---------- | - | - | - | - | -- | -- | ---- | --- |
| 1    | France     | 3 | 3 | 0 | 0 | 60 | 22 | +38  | 9   |
| 2    | États-Unis | 3 | 2 | 0 | 1 | 50 | 47 | +3   | 7   |
| 3    | Espagne    | 3 | 1 | 0 | 2 | 35 | 51 | -16  | 5   |
| 4    | Japon      | 3 | 0 | 0 | 3 | 46 | 71 | -25  | 3   |

|  | Qualifiée pour la Cup              |
|  | Qualifiée pour le Challenge Trophy |

| 8 juin 2018 15 h 28 | États-Unis | 24 - 19 | Japon | stade Jean-Bouin, Paris |
| 8 juin 2018 15 h 28 |            |         |       | stade Jean-Bouin, Paris |
| 8 juin 2018 15 h 28 |            |         |       | stade Jean-Bouin, Paris |

| 8 juin 2018 15 h 50 | France | 20 - 0 | Espagne | stade Jean-Bouin, Paris |
| 8 juin 2018 15 h 50 |        |        |         | stade Jean-Bouin, Paris |
| 8 juin 2018 15 h 50 |        |        |         | stade Jean-Bouin, Paris |

| 8 juin 2018 18 h 12 | États-Unis | 21 - 14 | Espagne | stade Jean-Bouin, Paris |
| 8 juin 2018 18 h 12 |            |         |         | stade Jean-Bouin, Paris |
| 8 juin 2018 18 h 12 |            |         |         | stade Jean-Bouin, Paris |

| 8 juin 2018 18 h 34 | France | 26 - 17 | Japon | stade Jean-Bouin, Paris |
| 8 juin 2018 18 h 34 |        |         |       | stade Jean-Bouin, Paris |
| 8 juin 2018 18 h 34 |        |         |       | stade Jean-Bouin, Paris |

| 8 juin 2018 20 h 56 | Japon | 10 - 21 | Espagne | stade Jean-Bouin, Paris |
| 8 juin 2018 20 h 56 |       |         |         | stade Jean-Bouin, Paris |
| 8 juin 2018 20 h 56 |       |         |         | stade Jean-Bouin, Paris |

| 8 juin 2018 21 h 18 | États-Unis | 5 - 14 | France | stade Jean-Bouin, Paris |
| 8 juin 2018 21 h 18 |            |        |        | stade Jean-Bouin, Paris |
| 8 juin 2018 21 h 18 |            |        |        | stade Jean-Bouin, Paris |

## Phase finale

### Trophées

#### Cup
|  | Quarts de finale                                 | Quarts de finale                                 |                                                  |                                                  | Demi-finales                                     | Demi-finales                                     |    |  | Finale                                            | Finale                                            |
|  | Quarts de finale                                 | Quarts de finale                                 |                                                  |                                                  | Demi-finales                                     | Demi-finales                                     |    |  | Finale                                            | Finale                                            |
|  |                                                  |                                                  |                                                  |                                                  |                                                  |                                                  |    |  |                                                   |                                                   |
|  | 9 juin 2018 à 15 h 46 au stade Jean-Bouin, Paris | 9 juin 2018 à 15 h 46 au stade Jean-Bouin, Paris |                                                  |                                                  | 9 juin 2018 à 21 h 14 au stade Jean-Bouin, Paris | 9 juin 2018 à 21 h 14 au stade Jean-Bouin, Paris |    |  | 10 juin 2018 à 17 h 30 au stade Jean-Bouin, Paris | 10 juin 2018 à 17 h 30 au stade Jean-Bouin, Paris |
|  | 9 juin 2018 à 15 h 46 au stade Jean-Bouin, Paris | 9 juin 2018 à 15 h 46 au stade Jean-Bouin, Paris |                                                  |                                                  | 9 juin 2018 à 21 h 14 au stade Jean-Bouin, Paris | 9 juin 2018 à 21 h 14 au stade Jean-Bouin, Paris |    |  | 10 juin 2018 à 17 h 30 au stade Jean-Bouin, Paris | 10 juin 2018 à 17 h 30 au stade Jean-Bouin, Paris |
|  | Nouvelle-Zélande                                 | 38                                               |                                                  |                                                  | 9 juin 2018 à 21 h 14 au stade Jean-Bouin, Paris | 9 juin 2018 à 21 h 14 au stade Jean-Bouin, Paris |    |  | 10 juin 2018 à 17 h 30 au stade Jean-Bouin, Paris | 10 juin 2018 à 17 h 30 au stade Jean-Bouin, Paris |
|  | Nouvelle-Zélande                                 | 38                                               |                                                  |                                                  | 9 juin 2018 à 21 h 14 au stade Jean-Bouin, Paris | 9 juin 2018 à 21 h 14 au stade Jean-Bouin, Paris |    |  | 10 juin 2018 à 17 h 30 au stade Jean-Bouin, Paris | 10 juin 2018 à 17 h 30 au stade Jean-Bouin, Paris |
|  | Espagne                                          | 0                                                |                                                  |                                                  | 9 juin 2018 à 21 h 14 au stade Jean-Bouin, Paris | 9 juin 2018 à 21 h 14 au stade Jean-Bouin, Paris |    |  | 10 juin 2018 à 17 h 30 au stade Jean-Bouin, Paris | 10 juin 2018 à 17 h 30 au stade Jean-Bouin, Paris |
|  | Espagne                                          | 0                                                | Nouvelle-Zélande                                 | 34                                               |                                                  |                                                  |    |  | 10 juin 2018 à 17 h 30 au stade Jean-Bouin, Paris | 10 juin 2018 à 17 h 30 au stade Jean-Bouin, Paris |
|  | 9 juin 2018 à 16 h 8 au stade Jean-Bouin, Paris  |                                                  | Nouvelle-Zélande                                 | 34                                               |                                                  |                                                  |    |  | 10 juin 2018 à 17 h 30 au stade Jean-Bouin, Paris | 10 juin 2018 à 17 h 30 au stade Jean-Bouin, Paris |
|  |                                                  | Canada                                           | 7                                                |                                                  |                                                  |                                                  |    |  | 10 juin 2018 à 17 h 30 au stade Jean-Bouin, Paris | 10 juin 2018 à 17 h 30 au stade Jean-Bouin, Paris |
|  | Canada                                           | Canada                                           | 7                                                | 26                                               |                                                  |                                                  |    |  | 10 juin 2018 à 17 h 30 au stade Jean-Bouin, Paris | 10 juin 2018 à 17 h 30 au stade Jean-Bouin, Paris |
|  | Canada                                           |                                                  |                                                  | 26                                               |                                                  |                                                  |    |  | 10 juin 2018 à 17 h 30 au stade Jean-Bouin, Paris | 10 juin 2018 à 17 h 30 au stade Jean-Bouin, Paris |
|  | États-Unis                                       | 24                                               |                                                  |                                                  |                                                  |                                                  |    |  | 10 juin 2018 à 17 h 30 au stade Jean-Bouin, Paris | 10 juin 2018 à 17 h 30 au stade Jean-Bouin, Paris |
|  | États-Unis                                       | 24                                               | Nouvelle-Zélande                                 | 33                                               |                                                  |                                                  |    |  |                                                   |                                                   |
|  | 9 juin 2018 à 16 h 30 au stade Jean-Bouin, Paris |                                                  | Nouvelle-Zélande                                 | 33                                               |                                                  |                                                  |    |  |                                                   |                                                   |
|  |                                                  | Australie                                        | 7                                                |                                                  |                                                  |                                                  |    |  |                                                   |                                                   |
|  | Australie                                        | Australie                                        | 7                                                | 22                                               |                                                  |                                                  |    |  |                                                   |                                                   |
|  | Australie                                        | 9 juin 2018 à 21 h 36 au stade Jean-Bouin, Paris |                                                  | 22                                               |                                                  |                                                  |    |  |                                                   |                                                   |
|  | Fidji                                            | 19                                               |                                                  |                                                  |                                                  |                                                  |    |  |                                                   |                                                   |
|  | Fidji                                            | 19                                               | Australie                                        | 21                                               |                                                  |                                                  |    |  |                                                   |                                                   |
|  | 9 juin 2018 à 16 h 52 au stade Jean-Bouin, Paris | 9 juin 2018 à 16 h 52 au stade Jean-Bouin, Paris | Australie                                        | 21                                               | Médaille de bronze                               | Médaille de bronze                               |    |  |                                                   |                                                   |
|  | 9 juin 2018 à 16 h 52 au stade Jean-Bouin, Paris | 9 juin 2018 à 16 h 52 au stade Jean-Bouin, Paris |                                                  | France                                           | Médaille de bronze                               | Médaille de bronze                               | 17 |  |                                                   |                                                   |
|  | France                                           | 48                                               | 10 juin 2018 à 17 h 5 au stade Jean-Bouin, Paris | 10 juin 2018 à 17 h 5 au stade Jean-Bouin, Paris |                                                  |                                                  | 17 |  |                                                   |                                                   |
|  | France                                           | 48                                               | 10 juin 2018 à 17 h 5 au stade Jean-Bouin, Paris | 10 juin 2018 à 17 h 5 au stade Jean-Bouin, Paris |                                                  |                                                  |    |  |                                                   |                                                   |
|  | Angleterre                                       | 7                                                |                                                  | Canada                                           | 17                                               |                                                  |    |  |                                                   |                                                   |
|  | Angleterre                                       | 7                                                |                                                  | Canada                                           | 17                                               |                                                  |    |  |                                                   |                                                   |
|  |                                                  |                                                  |                                                  |                                                  |                                                  |                                                  |    |  | France                                            | 10                                                |
|  |                                                  |                                                  |                                                  |                                                  |                                                  |                                                  |    |  | France                                            | 10                                                |

#### 5eplace
|  | Demi-finales                                      | Demi-finales                                     |            |    | 5e place                                          | 5e place                                          |
|  | Demi-finales                                      | Demi-finales                                     |            |    | 5e place                                          | 5e place                                          |
|  |                                                   |                                                  |            |    |                                                   |                                                   |
|  | 9 juin 2018 à 20 h 30 au stade Jean-Bouin, Paris  | 9 juin 2018 à 20 h 30 au stade Jean-Bouin, Paris |            |    | 10 juin 2018 à 16 h 43 au stade Jean-Bouin, Paris | 10 juin 2018 à 16 h 43 au stade Jean-Bouin, Paris |
|  | 9 juin 2018 à 20 h 30 au stade Jean-Bouin, Paris  | 9 juin 2018 à 20 h 30 au stade Jean-Bouin, Paris |            |    | 10 juin 2018 à 16 h 43 au stade Jean-Bouin, Paris | 10 juin 2018 à 16 h 43 au stade Jean-Bouin, Paris |
|  | Espagne                                           | 5                                                |            |    | 10 juin 2018 à 16 h 43 au stade Jean-Bouin, Paris | 10 juin 2018 à 16 h 43 au stade Jean-Bouin, Paris |
|  | Espagne                                           | 5                                                |            |    | 10 juin 2018 à 16 h 43 au stade Jean-Bouin, Paris | 10 juin 2018 à 16 h 43 au stade Jean-Bouin, Paris |
|  | États-Unis                                        | 33                                               |            |    | 10 juin 2018 à 16 h 43 au stade Jean-Bouin, Paris | 10 juin 2018 à 16 h 43 au stade Jean-Bouin, Paris |
|  | États-Unis                                        | 33                                               | États-Unis | 28 |                                                   |                                                   |
|  | 9 juin 2018 à 20 h 52 au stade Jean-Bouin, Paris  |                                                  | États-Unis | 28 |                                                   |                                                   |
|  |                                                   | Fidji                                            | 7          |    |                                                   |                                                   |
|  | Fidji                                             | Fidji                                            | 7          | 19 |                                                   |                                                   |
|  | Fidji                                             |                                                  |            | 19 |                                                   |                                                   |
|  | Angleterre                                        | 14                                               |            |    |                                                   |                                                   |
|  | Angleterre                                        | 14                                               | 7e place   |    |                                                   |                                                   |
|  |                                                   |                                                  |            |    |                                                   |                                                   |
|  | 10 juin 2018 à 16 h 21 au stade Jean-Bouin, Paris |                                                  |            |    |                                                   |                                                   |
|  |                                                   |                                                  |            |    |                                                   |                                                   |
|  | Espagne                                           | 20                                               |            |    |                                                   |                                                   |
|  | Espagne                                           | 20                                               |            |    |                                                   |                                                   |
|  | Angleterre                                        | 7                                                |            |    |                                                   |                                                   |
|  | Angleterre                                        | 7                                                |            |    |                                                   |                                                   |

#### Challenge Trophy
|  | Demi-finales                                     | Demi-finales                                    |           |    | Finale                                           | Finale                                           |
|  | Demi-finales                                     | Demi-finales                                    |           |    | Finale                                           | Finale                                           |
|  |                                                  |                                                 |           |    |                                                  |                                                  |
|  | 9 juin 2018 à 15 h 2 au stade Jean-Bouin, Paris  | 9 juin 2018 à 15 h 2 au stade Jean-Bouin, Paris |           |    | 9 juin 2018 à 22 h 20 au stade Jean-Bouin, Paris | 9 juin 2018 à 22 h 20 au stade Jean-Bouin, Paris |
|  | 9 juin 2018 à 15 h 2 au stade Jean-Bouin, Paris  | 9 juin 2018 à 15 h 2 au stade Jean-Bouin, Paris |           |    | 9 juin 2018 à 22 h 20 au stade Jean-Bouin, Paris | 9 juin 2018 à 22 h 20 au stade Jean-Bouin, Paris |
|  | Irlande                                          | 17                                              |           |    | 9 juin 2018 à 22 h 20 au stade Jean-Bouin, Paris | 9 juin 2018 à 22 h 20 au stade Jean-Bouin, Paris |
|  | Irlande                                          | 17                                              |           |    | 9 juin 2018 à 22 h 20 au stade Jean-Bouin, Paris | 9 juin 2018 à 22 h 20 au stade Jean-Bouin, Paris |
|  | Galles                                           | 7                                               |           |    | 9 juin 2018 à 22 h 20 au stade Jean-Bouin, Paris | 9 juin 2018 à 22 h 20 au stade Jean-Bouin, Paris |
|  | Galles                                           | 7                                               | Irlande   | 10 |                                                  |                                                  |
|  | 9 juin 2018 à 15 h 24 au stade Jean-Bouin, Paris |                                                 | Irlande   | 10 |                                                  |                                                  |
|  |                                                  | Russie                                          | 5         |    |                                                  |                                                  |
|  | Japon                                            | Russie                                          | 5         | 0  |                                                  |                                                  |
|  | Japon                                            |                                                 |           | 0  |                                                  |                                                  |
|  | Russie                                           | 38                                              |           |    |                                                  |                                                  |
|  | Russie                                           | 38                                              | 11e place |    |                                                  |                                                  |
|  |                                                  |                                                 |           |    |                                                  |                                                  |
|  | 9 juin 2018 à 21 h 58 au stade Jean-Bouin, Paris |                                                 |           |    |                                                  |                                                  |
|  |                                                  |                                                 |           |    |                                                  |                                                  |
|  | Galles                                           | 12                                              |           |    |                                                  |                                                  |
|  | Galles                                           | 12                                              |           |    |                                                  |                                                  |
|  | Japon                                            | 17                                              |           |    |                                                  |                                                  |
|  | Japon                                            | 17                                              |           |    |                                                  |                                                  |